# 御影保育専門学院
御影保育専門学院（みかげほいくせんもんがくいん）は、兵庫県神戸市東灘区にあった専修学校。キリスト教精神に基づく教育が行なわれており募集は女子のみとなっている。

## 沿革
- 1959年 開校。
- 2009年7月閉校。

## 運営主体
- 社会福祉法人信愛学園

## 取得資格・免許状
- 保育士資格

## 卒業所要単位
- 82単位

## 就職実績
- 保育園や同系列の児童養護施設や乳児院への就職者が多い。

## 編入・進学実績
- 頌栄短期大学専攻科（2000年度）ほか

## 所在地
- 〒658-0058 兵庫県神戸市東灘区御影町西平野大原167-3